# Чиунда
Чиу́нда (англ. Chiunda) — вища традиційна громада у складі дистрикту Мангочі Південного регіону Малаві.
Населення — 40087 осіб (2018).